# Heilig-Kreuz-Kirche (Giesing)/Kirchenfenster von Christoph Brech

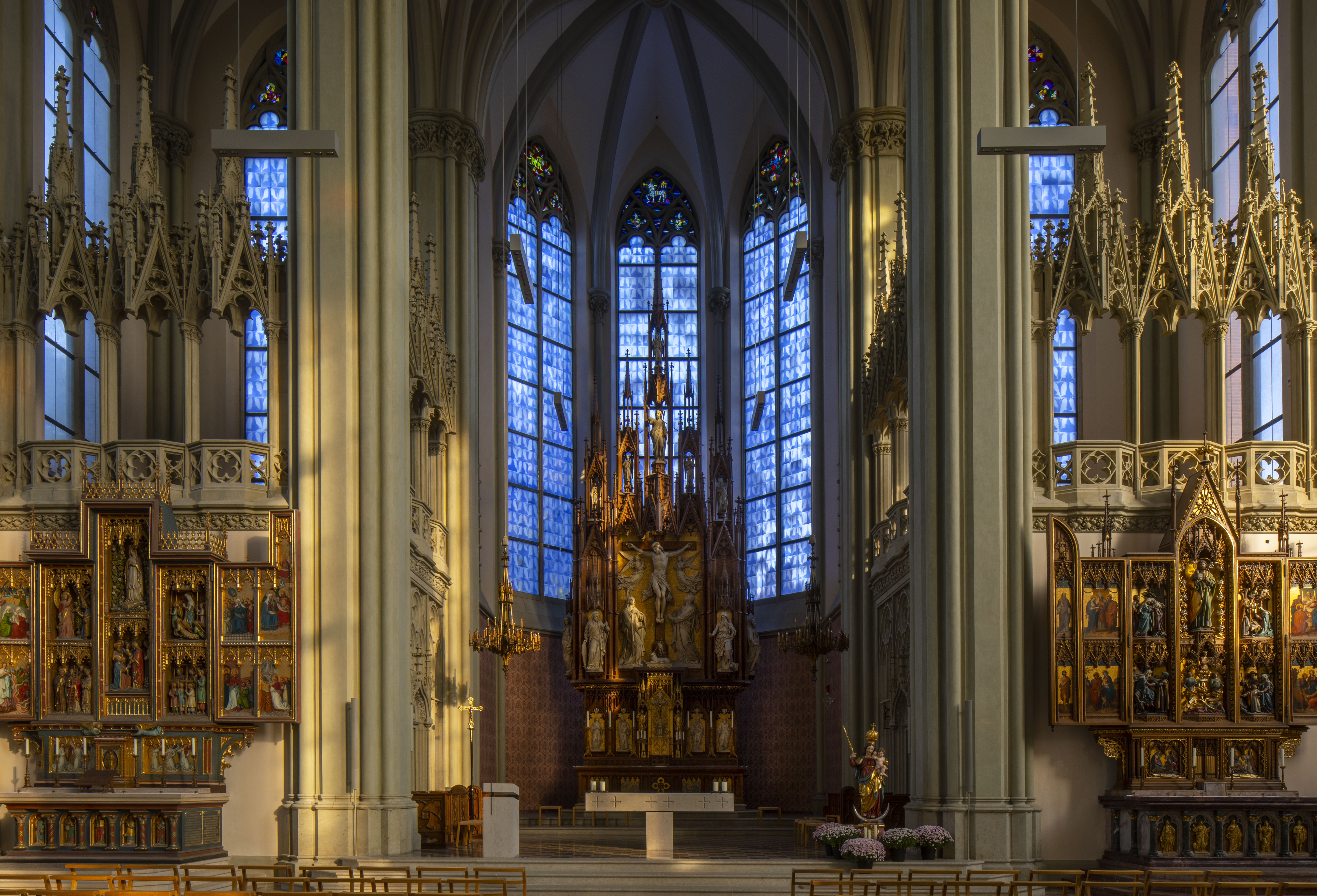
Hl. Kreuz München, Chor- und Oratorienfenster von Christoph Brech

Der Münchner Medien-Künstler Christoph Brech gestaltete die sieben Chor- und Oratorienfenster in der Heilig-Kreuz-Kirche. Sie wurden am 20. Oktober 2019 eingeweiht. Sie bilden den Abschluss der Grundsanierung dieses neugotischen Gotteshauses am Giesinger Berg in München.

## Entwicklung des Motivs
Die Neugestaltung der 11 Meter hoch aufragenden Fenster mit einer Fläche von insgesamt 85 m2 sollte zu einem zeitgemäßen Erscheinungsbild der historischen Kirche beitragen. Das Auftrag gebende Erzbischöfliche Ordinariat München-Hauptabteilung Kunst und die katholische Kirchenstiftung Heilig Kreuz vertrauten Christoph Brech diese Aufgabe an. Er setzt sich in seinen vorwiegend medialen künstlerischen Arbeiten mit Raum- und Zeitstrukturen, Grenzbereichen und existenziellen Übergangsituationen auseinander.
Christoph Brech ließ sich von der gobelinartigen Illusionsmalerei im Chorraum inspirieren. Ohne den schablonenhaften Rapport aufzunehmen, wollte er in etwas freierer Variation eine vergleichbare Struktur in den Fenstern fortsetzen. Die Themen „Himmel“, „Luft“ und „Atem“ führten den aus einem medizinisch vorgeprägten Elternhaus stammenden Künstler schließlich zum Motiv der menschlichen Lunge, die vom Thorax, dem Brustraum, geschützt wird. Er nahm Röntgenaufnahmen, die er Jahre zuvor aus dem Nachlass eines Giesinger Radiologen erhalten hatte, zur Grundlage für seine komplexe Arbeit an den Fensterentwürfen von Heilig Kreuz.
Ab den 1990er Jahren beschäftigte sich der Künstler immer wieder mit dem menschlichen Thorax. Die ersten Montagen von Röntgenbildern und spätere Entwürfe von Siebdrucken mit Aschepigment entstanden bereits während seines Studiums an der Münchner Akademie der Bildenden Künste, im Fachbereich Christliche Kunst bei Franz Bernhard Weißhaar. Er entwickelte die Thematik über die Jahre weiter und abstrahierte sie auch zunehmend.

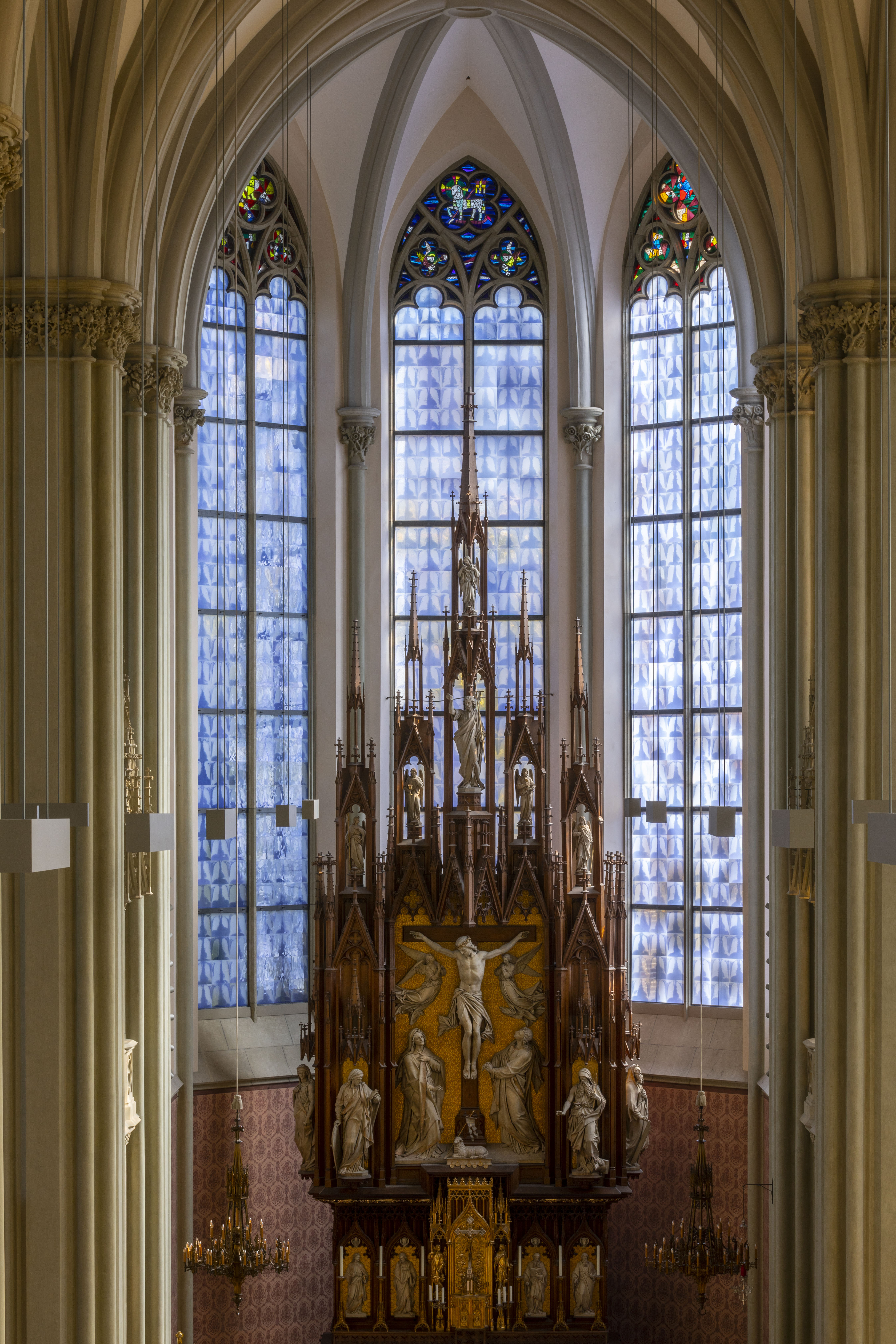
Hl. Kreuz München Fenster v. Christoph Brech im Chorbereich

## Demokratischer Stiftergedanke
Zusätzlich zu den bereits vorhandenen Röntgenbildern haben viele Gemeindemitglieder ihre Thorax-Aufnahmen für das Fensterprojekt zur Verfügung gestellt. So wurden sie zu Stiftern, doch nicht im klassischen Sinn. Denn Stiftungen für Gotteshäuser waren einst neben dem Bedürfnis nach der Nähe zum Heiligen meist auch mit dem Streben nach herausragender bildhafter Präsenz und Prestige verbunden.
Christoph Brechs künstlerischer Ansatz dagegen lässt das trennende Äußere hinter sich und „schaut“ in das Innere des Menschen, in diesem Fall in den anatomischen Brustkorb. Dieser erzählt nichts von der sozialen Stellung, der Hautfarbe, dem Aussehen oder dem Geschlecht eines Jeden. Unabhängig von Sprache, Konfession und sozialem Rang ist hier jeder gleichwertig präsent. Der Stiftergedanke Christoph Brechs ist somit ein demokratischer und verbindender.

## Technische Verfahren
Keine der 1238 Röntgenaufnahmen verblieb in ihrer ursprünglichen Erscheinung. Zunächst wurden sie digitalisiert, um über die Bearbeitung des Kontrastes einen abstrahierenden Effekt zu erzielen. Die Invertierung des Motivs, also das Umdrehen der Aufnahmen vom Negativ ins Positiv, führte schließlich zur gewünschten Transparenz und Leichtigkeit und kam der aufsteigenden Bewegung der Fenster entgegen. Wesentlich war, dass sich dem Künstler in der Achse der Wirbelsäule mit dem querlaufenden Schlüsselbein die Form des Kreuzes offenbarte, die den Bezug zum Gekreuzigten am Hochaltar herstellte und auch dem Patrozinium der Kirche Rechnung trägt.
Die Motive wurden auf hellblau pigmentiertes, mundgeblasenes Neuantikglas aufgebracht und zusätzlich versehen mit einem opaken Überfang gegen eine Überblendung an sonnigen Tagen. Im nicht digitalen Transfersiebdruck wurde jede einzelne modifizierte Röntgenaufnahme mit transparenter Schmelzfarbe auf keramischer Basis in den gewählten Farbtönen mittels eines Spezialpapieres übertragen und unter hoher Temperatureinwirkung in das Neuantikglas eingebrannt.

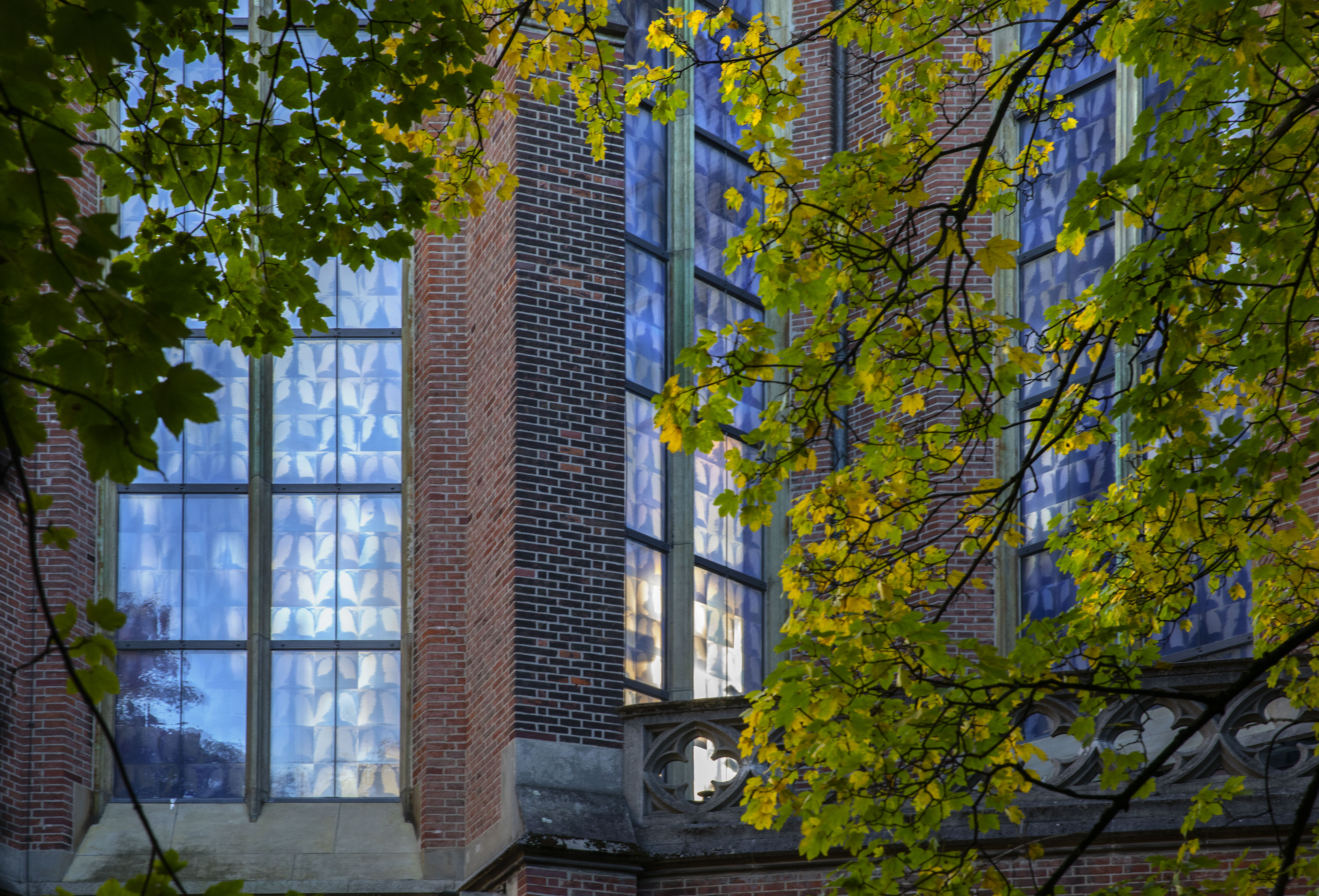
Hl. Kreuz München Außenansicht der Fenster v. Christoph Brech

Auf transparente Trägerscheiben aufgebracht, zu je 12 zusammengefügt und von einem Messingrahmen umschlossen, konnte man sie anschließend vor die bereits existierende Schutzverglasung setzen. Die Betreuung und Ausführung dieses anspruchsvollen Prozesses wurde den in München ansässigen Werkstätten der Bayerischen Hofglasmalerei Gustav van Treeck anvertraut.

## „Seele“ – „Atem“ – „Licht“

Hl. Kreuz München. Fenster v. Christoph Brech, Detail mit Lichtbrechung

Das Licht fällt in zarten Blau- und Weißtönen durch die mehr als tausend künstlerisch abgewandelten Thorax-Aufnahmen. Dabei sind die hellen Lungenflügel besonders gut erkennbar. Sie verweisen auf die menschliche Verletzlichkeit: Der Brustkorb, das physische Zentrum – im Mittelalter als Sitz der menschlichen Seele angesehen – tritt in den Fenstern enthüllt und verwundbar hundertfach entgegen.
Die Seele scheint im lebensspendenden Atem durch, wenn die Bibel vom Odem des Lebens spricht: „Da bildete Gott der Herr den Menschen, Staub vom Ackerboden, und blies in seine Nase den Odem des Lebens; so ward der Mensch zu einem lebendigen Wesen“ (1 Mos 7). Demnach kommt der Atem des Lebens von Gott und wirkt unmittelbar durch ihn, während im Text zugleich die wesenhafte Verbindung von Mensch und Erde anklingt.
Der geistig-seelische Zustand des Menschen kann sich über die Atmung zeigen: je nachdem ob er „atemlos“ gehetzt ist, in Angstzuständen die Luft anhält, oder den Atem völlig gelassen ein- und ausströmen lässt. So wollen die Lungenflügel Christoph Brechs auch auf ein von Gott geschenktes, pulsierendes Leben verweisen.
So wie sich das Licht in den Fenstern jede Sekunde anders bricht, zeigt sich auch eine permanente Veränderung ihrer Ansicht und manchmal wirken die lebendig-ornamental gesetzten Lungenflügelpaare auf hellblau-transparentem Grund eher wie Schmetterlingsflügel oder wie die lichten Flügel von Engeln.
Ihre Leichtigkeit als „Lichtbilder“ lässt sie scheinbar nach oben schweben, was der ursprünglichen Idee eines aufstrebenden gotischen Kirchenbaus entspricht. Fenster als Einfallstore des Lichts und als Übergang des Innenraums zum Außenraum, sowie die atmosphärische Wirkung und das feine Spiel des immateriellen, überzeitlichen Lichtes gehören seit jeher zu den wichtigsten künstlerischen Themen Christoph Brechs.

## Zeitbezug
Wenige Monate nach ihrer Einweihung gewannen die Kirchenfenster an zusätzlicher und brisanter Bedeutung. Die plötzliche weltweite Ausbreitung des COVID-19-Virus ließ sie zu einem Kunstwerk werden, das entweder direkt konfrontativ oder aber tröstlich wirken kann. Je nach persönlicher Erfahrung bekommen die Fenster für einen Menschen, der gerade einen Angehörigen verloren hat, eine andere Bedeutung als für jemanden, der einfach die Stille sucht. In diesem Kontext und quasi als Metapher zeigt der Künstler die Menschen als Weltgemeinschaft, die in ihrem Inneren ähnlich und gleichermaßen verletzlich ist.

## Auszeichnung
Im Herbst 2020 wurde Christoph Brech für seine monumentale Arbeit in Heilig Kreuz der Artheon Kunstpreis der Deutschen Gesellschaft für christliche Kunst verliehen.